# 路德维希·派舍尔
路德维希·派舍尔（Ludwig Paischer，1981年11月28日—），生于Oberndorf Bei萨尔茨堡，奥地利柔道运动员。
在北京奥运会柔道60公斤以下级比赛中，路德维希夺得银牌。在此前，他曾夺得过2004年布加勒斯特欧锦赛和2008年里斯本欧锦赛的冠军，以及2005年开罗世锦赛的银牌和2007年里约热内卢世锦赛的铜牌。